# 張君宏
張君宏（Hiroshi Chang，8月30日—），台灣天文攝影師、風景攝影師，新北市人。

## 經歷
- Landscape photographer自由攝影師。
- Nikon School 攝影學院 現任風景天文講師[1]
- Nikon 2011 月曆1月份攝影師[2]
- 九族文化村攝影比賽 佳作
- 日月潭攝影比賽 佳作
- DcView百大攝影師~銀獎
- 2015 合歡山作品收錄在國家地理雜誌年度企劃“A Year of Daily Calm”

## 書籍
- 台灣仙境美地~晨昏夜景攝影的極意。[3]
- 夢幻風景進階攝影技巧。[4]
- 愛上一座山：用5千多個日子拍下合歡山百變的美麗容顏。[5]

## 外部連結
- 部落格 （页面存档备份，存于）